# Équipe du Pérou de football à la Copa América 2019
Cet article relate le parcours de l'équipe du Pérou lors de la Copa América 2019 qui se tient au Brésil du 14 juin au 7 juillet 2019.
À la surprise générale, les Péruviens se hissent en finale du tournoi sud-américain après avoir éliminé l'Uruguay (aux tirs au but) en quarts de finale, puis le Chili en demi-finales. Ils s'inclinent néanmoins devant l'hôte brésilien au Stade Maracanã par trois buts à un. L'attaquant péruvien Paolo Guerrero est sacré meilleur buteur de ce tournoi avec trois réalisations (ex æquo avec le Brésilien Everton).

## Résultats

### Premier tour
| Rang | Équipe    | Pts | J | G | N | P | Bp | Bc | Diff |
| ---- | --------- | --- | - | - | - | - | -- | -- | ---- |
| 1    | Brésil    | 7   | 3 | 2 | 1 | 0 | 8  | 0  | +8   |
| 2    | Venezuela | 5   | 3 | 1 | 2 | 0 | 3  | 1  | +2   |
| 3    | Pérou     | 4   | 3 | 1 | 1 | 1 | 3  | 6  | -3   |
| 4    | Bolivie   | 0   | 3 | 0 | 0 | 3 | 2  | 9  | -7   |

| 15 juin 2019         | Venezuela | 0 - 0 | Pérou | Arena do Grêmio, Porto Alegre                  |                                                |
| 16:00 (heure locale) |           |       |       | Spectateurs : 13 370 Arbitrage : Wilmar Roldán | Spectateurs : 13 370 Arbitrage : Wilmar Roldán |
| 16:00 (heure locale) | Rapport   |       |       | Spectateurs : 13 370 Arbitrage : Wilmar Roldán | Spectateurs : 13 370 Arbitrage : Wilmar Roldán |

| 18 juin 2019         | Bolivie            | 1 - 3   | Pérou                                                                   | Estádio do Maracanã, Rio de Janeiro             |                                                 |
| 18:30 (heure locale) | Martins 28e (pen.) | (1 - 1) | 45e Guerrero (Cueva ) · 55e Farfán (Guerrero ) · 90+6e Flores (Farfán ) | Spectateurs : 26 346 Arbitrage : Roddy Zambrano | Spectateurs : 26 346 Arbitrage : Roddy Zambrano |
| 18:30 (heure locale) | Rapport            |         |                                                                         | Spectateurs : 26 346 Arbitrage : Roddy Zambrano | Spectateurs : 26 346 Arbitrage : Roddy Zambrano |

| 22 juin 2019         | Pérou   | 0 - 5   | Brésil                                                                                                  | Arena Corinthians, São Paulo                        |                                                     |
| 16:00 (heure locale) |         | (0 - 3) | 12e Casemiro (Marquinhos ) · 19e Firmino · 32e Everton (Coutinho ) · 53e Alves (Firmino ) · 90e Willian | Spectateurs : 45 067 Arbitrage : Fernando Rapallini | Spectateurs : 45 067 Arbitrage : Fernando Rapallini |
| 16:00 (heure locale) | Rapport |         | | Spectateurs : 45 067 Arbitrage : Fernando Rapallini | Spectateurs : 45 067 Arbitrage : Fernando Rapallini |

### Quart de finale
| 29 juin 2019         | Uruguay                                         | 0 - 0             | Pérou                                           | Itaipava Arena Fonte Nova, Salvador             |                                                 |
| 16:00 (heure locale) |                                                 |                   |                                                 | Spectateurs : 21 180 Arbitrage : Wilton Sampaio | Spectateurs : 21 180 Arbitrage : Wilton Sampaio |
| 16:00 (heure locale) | Rapport                                         |                   |                                                 | Spectateurs : 21 180 Arbitrage : Wilton Sampaio | Spectateurs : 21 180 Arbitrage : Wilton Sampaio |
| 16:00 (heure locale) | Suárez · Cavani · Stuani · Bentancur · Torreira | Tirs au but 4 - 5 | Guerrero · Ruidíaz · Yotún · Advíncula · Flores | Spectateurs : 21 180 Arbitrage : Wilton Sampaio | Spectateurs : 21 180 Arbitrage : Wilton Sampaio |

### Demi-finale
| 3 juillet 2019       | Chili   | 0 - 3   | Pérou                                                                    | Arena do Grêmio, Porto Alegre                  |                                                |
| 21:30 (heure locale) |         | (0 - 2) | 21e Flores (Carrillo ) · 38e Yotún (Carrillo ) · 90+1e Guerrero (Tapia ) | Spectateurs : 33 058 Arbitrage : Wilmar Roldán | Spectateurs : 33 058 Arbitrage : Wilmar Roldán |
| 21:30 (heure locale) | Rapport |         |                                                                          | Spectateurs : 33 058 Arbitrage : Wilmar Roldán | Spectateurs : 33 058 Arbitrage : Wilmar Roldán |

### Finale
| Match 26                            | Brésil                                                                              | 3 - 1   | Pérou               | Stade Maracanã, Rio de Janeiro                 |                                                |
| 7 juillet 2019 17:00 (heure locale) | (Gabriel Jesus ) Everton 15e · (Arthur ) Gabriel Jesus 45e · Richarlison 90e (pen.) | (2 - 1) | 44e (pen.) Guerrero | Spectateurs : 58 584 Arbitrage : Roberto Tobar | Spectateurs : 58 584 Arbitrage : Roberto Tobar |
| 7 juillet 2019 17:00 (heure locale) | Rapport                                                                             |         |                     | Spectateurs : 58 584 Arbitrage : Roberto Tobar | Spectateurs : 58 584 Arbitrage : Roberto Tobar |

## Effectif
Source : www.elcomercio.pe.
- NB : Les âges sont calculés au début de la compétition, le 14 juin 2019.

## Navigation